# Gary West
Gary West (Scunthorpe, 25 agosto 1964) è un ex calciatore inglese, di ruolo difensore.

## Carriera
Esordisce tra i professionisti all'età di 18 anni con lo Sheffield Utd, con cui nella stagione 1982-1983 e nella stagione 1983-1984 gioca nella seconda divisione inglese; l'anno seguente gioca invece in terza divisione sempre con le Blades. Nell'estate del 1985 viene ceduto al Lincoln City: con i biancorossi, militanti in terza divisione al suo arrivo nel club, subisce due retrocessioni consecutive (peraltro nella stagione 1986-1987 il Lincoln City diventa il primo club nella storia della Football League a subire una retrocessione automatica e non passante per il meccanismo di elezione precedentemente in voga). West evita comunque di giocare nel calcio non-League, in quanto viene ceduto al Gillingham, club di quarta divisione. Anche qui, dopo due stagioni, nelle quali West realizza in tutto 3 gol in 52 incontri di campionato disputati, la squadra retrocede. Ancora una volta il difensore viene però ceduto in estate, questa volta al Port Vale, club con cui nella stagione 1989-1990 conquista una promozione dalla terza alla seconda divisione, categoria nella quale l'anno seguente gioca anche 3 partite prima di fare ritorno in prestito al Gillingham, nel frattempo risalito in quarta divisione. Fa poi ritorno al Lincoln City, dove tra la parte finale della stagione 1990-1991 e la parte iniziale della stagione 1991-1992 realizza una rete in 21 presenze in quarta divisione, concludendo poi quest'ultima stagione con un prestito al Walsall, altro club di quarta divisione. Si ritira infine nel 1993, dopo una stagione trascorsa in Football Conference (quinta divisione e più alto livello calcistico inglese al di fuori della Football League) con il Boston Utd.
In carriera ha totalizzato complessivamente 258 presenze e 11 reti nei campionati della Football League.